# Postmillenarismus
Postmillenarismus oder Postmillennialismus ist eine Richtung innerhalb der christlichen Eschatologie, d. h. der Lehre von den letzten Dingen. Sie beruht auf einer Auslegung des 20. Kapitels der Offenbarung des Johannes, wonach Jesus Christus erst nach (lateinisch post-) dem Millennium, dem 1000-jährigen Reich, auf die Erde zurückkehrt. Seine Wiederkunft ist der Auftakt eines Goldenen Zeitalters.

Schema der postmillenaristischen Sicht des Tausendjährigen Reiches

Postmillenarismus bezeichnet allerdings mehrere ähnliche Ansichten über die Endzeit. Vorbereitet durch Jonathan Edwards hatte sich diese optimistische Sicht vor allem in der ersten Hälfte des 19. Jahrhunderts in den Erweckungsbewegungen von Charles Finney durchgesetzt.
Der Postmillenarismus steht in deutlichem Gegensatz zum Prämillenarismus und etwas weniger zum Amillenarismus. Der Postmillenarismus ist verhältnismäßig selten im Vergleich zum Prämillenarismus und Amillenarismus, die in den Protestantischen, Orthodoxen und Katholischen Kirchen sowie in Theologenkreisen gut verankert sind.

## Schlüsselvorstellungen
Währenddem einige Postmillenaristen wörtlich an ein 1000 Jahre dauerndes Millennium glauben, sehen andere in den tausend Jahren einen eher symbolischen Ausdruck für ein sehr langes Zeitalter (darin dem Amillenarismus ähnlich). Unter denen, die „Millennium“ nicht wörtlich nehmen, wird üblicherweise geglaubt, dass es schon begonnen habe. Dies geht einher zum einen mit einer weniger offensichtlichen und dramatischen Vorstellung von der Art des Millenniums, verglichen mit den Prämillenaristen, zum andern mit einer weniger ausgeprägten Erwartung der Rückkehr Christi.
Zur postmillenaristischen Lehre gehört auch, dass die satanischen Mächte allmählich durch das sich ausbreitende Reich Gottes besiegt werden. Dies vollzieht sich im Lauf der Geschichte und mündet ins zweite Kommen Christi (Parusie). Dieser Glaube, dass das Gute nach und nach über das Böse triumphieren wird, führte im englischsprachigen Raum zur Selbstbezeichnung als „Optimillennialisten“ („optimillennialists“) in Gegensatz zu den „Pessimillennialisten“ („pessimillennialists“), womit die Prämillenaristen und Amillenaristen gemeint sind.
Zahlreiche Postmillenaristen vertreten die Ansicht, dass viele der biblischen Endzeit-Prophetien bereits erfüllt sind, was eine Form des Präterismus darstellt. Mehrere herausragende Postmillenaristen haben jedoch im Blick auf das Buch der Offenbarung den Präterismus nicht übernommen, unter ihnen B. B. Warfield, Francis Nigel Lee, und Rousas John Rushdoony.

## Typen

### Differenzen im Umfang
Postmillenaristen sind über den Umfang des Sieges des Evangeliums verschiedener Meinung. Die Mehrheit glaubt nicht an einen Abfall (Apostasie) und ist wie etwa B. B. Warfield der Überzeugung, dass sich der Abfall auf die Zurückweisung des christlichen Glaubens durch das jüdische Volk bezieht – sei es im 1. Jahrhundert oder möglicherweise bis zur Wiederkunft Christi am Ende des Millenniums. Diese postmillenaristische Sicht passt im Wesentlichen gut zum Denken der amillenaristischen und prämillenaristischen Lehrrichtungen.
Eine Minderheit postmillenaristischer Gelehrter, die von der Idee eines Glaubensabfalls am Ende nichts wissen will, hält allerdings – entzündet vom Missionsbefehl – die Überwindung durch das Evangelium für umfassend und absolut, so dass keine ungeretteten Individuen zurückbleiben, nachdem der Geist ganz und gar über alles Fleisch ausgegossen sei. Diese Minderheit, angeführt von B. B. Warfield und unterstützt von H.A.W. Meyers exegetischem Werk, begann Boden gut zu machen und sogar einige Postmillenaristen wie Loraine Boettner und R. J. Rushdoony zum Umdenken zu bewegen, die vorher dem Lager der Mehrheit angehörten.
Das Anziehende an der Position der Minderheit ist – abgesehen von ihrem Schachzug, biblische Schlüsselstellen (Joh 12,32, Röm 11,25–26, Hebr 10,13, Jes 2,4 und 9,7 usw.) wörtlich zu nehmen – von Boettner nach seinem Meinungsumschwung wie folgt beschrieben worden: Dem Postmillenarismus in seiner mehrheitlich vertretenen Form fehlt im Unterschied zu Warfields Version der Schlussstein. Warfield verband nämlich seine Ansichten mit einem unüblichen Verständnis von Matthäus 5,18. Er ging dabei von Meyers Auslegung des Verses aus, die einen weltweiten Sieg des Evangeliums voraussetzt „in order for the supposed prophecy in that verse to be realized“, die unaufhaltsam zu einer wörtlichen Erfüllung der dritten Bitte des Vaterunsers führt: „Dein Wille geschehe, wie im Himmel so auch auf Erden.“
Johannes Calvins Darstellung dieses Teils des Vaterunsers trifft sich beinahe mit der postmillenaristischen Minderheitsposition, aber Calvin und später Charles Spurgeon waren bemerkenswert inkonsequent in eschatologischen Fragen. Spurgeon hielt eine Predigt über Psalm 72, wo er ausdrücklich den Typus eines absoluten Postmillenarismus verteidigte, wie er heutzutage vom Lager der Minderheit vertreten wird. Aber bei andern Gelegenheiten verteidigte er den Prämillenarismus. Im Übrigen verachtete Warfield angesichts des Charakters seiner Ansichten die Bezeichnungen mit dem Bezug zum Millennium. Er bevorzugte den Begriff „eschatologischer Universalismus“ („eschatological universalism“) als Markenzeichen des Postmillenarismus, wie er mit seinem Denken verbunden wurde.
Warfield und seine Schüler versuchten nicht, seine kosmische Eschatologie mit Hilfe von Offenbarung 20 zu untermauern, weil sie dieses Kapitel (im Gefolge von Kliefoth, Duesterdieck und Milligan) als Beschreibung des Zwischenzustandes und des Kontrasts zwischen der kämpfenden und der triumphierenden Kirche betrachteten. Mit dieser Vorgehensweise rückten sie vom Augustin’schen Ansatz ab, was sie betont mit einem erwarteten Fortschritt im Ernstnehmen der Parallelstellen zur Johannesoffenbarung hinsichtlich Satans „kurzer Freilassung“ rechtfertigten (vgl. Off 6,11 und 12,12).

### Differenzen in der Bedeutung
Postmillenaristen haben verschiedene Ansichten über den Siegeszug des Evangeliums. „Erwecklicher“ Postmillenarismus ist eine Unterform dieser Lehre. Sie wird von den Puritanern vertreten und von jenen, die lehren, dass das Millennium nicht dank Christen zustande kommen wird, die die Gesellschaft von oben nach unten verändern (d. h. auf institutionellem Weg), sondern von unten nach oben, d. h. von der Basis her durch die Veränderung der Herzen und Gesinnungen der Menschen.
Auf der anderen Seite besagt der „rekonstruktionistische Postmillenarismus“ („Christian Reconstructionism“), dass sich Christen parallel zur Predigt des Evangeliums an der Basis und parallel zu einer ausdrücklich christlichen Erziehung daran machen sollten, auch die gesetzgebenden und politischen Institutionen in Übereinstimmung mit biblischer oder gegebenenfalls theonomer Ethik zu verändern. Die Anhänger der Erweckungsbewegung bestreiten, dass dieselben rechtlichen und politischen Regeln, die für die Theokratie des Alten Israel galten, auch direkt auf die modernen Gesellschaften anzuwenden seien, die nicht mehr von Israels Propheten, Priestern und Königen gelenkt werden.
In den USA beruhen die bekanntesten und organisierten Formen des Postmillenarismus auf dem „Christian Reconstructionism“. Sie halten an einem Postmillenarismus fest, wie er von Gary North, Kenneth Gentry und Greg Bahnsen weiterentwickelt wurde.

### Deutsch
- Ulrike Sallandt: Der Geist Gottes im Süden Perus: Risiken und Chancen charismatisch-pfingstlicher Verkündigung am Beispiel der „Asambleas de Dios“, LIT: Berlin 2007, ISBN 978-3-8258-0389-6 (Dissertation, Universität Bochum 2006)

### Englisch (chronologisch)
- Ralph E. Bass, Jr.: Back to the Future: A Study in the Book of Revelation, Living Hope Press: Greenville (SC) 2004, ISBN 0-9759547-0-9.
- Kenneth L. Gentry: Thine Is the Kingdom: A Study of the Postmillennial Hope, Chalcedon Foundation: Vallecito (CA) 2003.
- Keith A. Mathison: Postmillenialism.  An Eschatology of Hope, P&R Publishing: Philipsburg 1999. ISBN 0-87552-389-7 (Übersicht über den Postmillenarismus, verfasst von einem Befürworter)
- Darrell Bock: Three Views of the Millennium and Beyond, Zondervan Publishing: Grand Rapids (MI) 1999.
- Gary DeMar: Last Days Madness: Obsession of the Modern Church, American Vision: Power Springs (GA) 1999, ISBN 0-915815-35-4.
- Greg L. Bahnsen: Victory in Jesus: The Bright Hope of Postmillennialism, Covenant Media Press: Texarkana (AR) 1999, ISBN 0-9678317-1-7.
- R. C. Sproul: The Last Days According to Jesus, Baker Books: Grand Rapids (MI) 1998, ISBN 0-8010-1171-X.
- John Jefferson Davis: The Victory of Christ's Kingdom: An Introduction to Postmillennialism, Canon Press: Moscow (ID) 1996.
- Kenneth Gentry: He Shall Have Dominion: A Postmillennial Eschatology, Institute For Christian Economics: Tyler (TX) 1992.
- Gary North: Millennialism and Social Theory, Institute For Christian Economics: Tyler (TX) 1990.
- Loraine Boettner: The Millennium, P&R Publishing: Philipsburg 1984. ISBN 0-87552-113-4
- Iain Murray: The Puritan Hope: A Study in Revival and the Interpretation of Prophecy, London 1971.

### Deutsch
- Gott hält sich nicht an unseren Endzeitplan, Hanspeter Obrist, abgerufen am 14. November 2012 (einführend)

### Englisch
- „Always Victorious! The Earliest Church not Pre- but Postmillennial“ Francis Nigel Lee, Argumentation für eine postmillenaristische historistische Eschatologie
- „An Exegetical Defense Of Postmillennialism from I Corinthians 15:24–26“ Gregg Strawbridges Abhandlung zu Handen der “Evangelical Theological Society”, 1999
- „Postmillennialism: Wishful Thinking or Certain Hope?“, Vorlesung von Kenneth Gentry
- „The Prima Facie Acceptability of Postmillennialism“ Greg Bahnsen, in: The Journal of Christian Reconstruction, Vol. III, No. 2, 1976–77
- Postmillennialism and Protestantism – Schriften über den Postmillenarismus und gegen den Präterismus
- „Millennium and Millenarianism“ aus der Catholic Encyclopedia